# Pseudohyllisia laosensis
Pseudohyllisia laosensis är en skalbaggsart som beskrevs av Stefan von Breuning 1965. Pseudohyllisia laosensis ingår i släktet Pseudohyllisia och familjen långhorningar.
Artens utbredningsområde är Laos. Inga underarter finns listade i Catalogue of Life.